# Junkers W 34
Junkers W 34 byl německý celokovový jednomotorový dopravní dolnoplošník používaný na střední tratě. Jednalo se o další vývoj typu Junkers F 13. Stroj byl současně vyráběn s řadovým kapalinou chlazeným motorem Junkers L5 o výkonu 206 kW jako model W 33 a s hvězdicovým vzduchem chlazeným motorem Gnome-Rhône Jupiter VI o maximálním výkonu 309 kW jako W 34. Obě varianty byly určeny především k přepravě nákladu, ale měly také prostor pro šest cestujících. Existovala i jeho plováková verze.

## Vývoj
První prototyp Junkers W 33 (Werk-Nr.794, D-921) byl zalétán koncem roku 1926. První sériový kus (Werk-Nr.2500, D-1048) byl vyroben na začátku roku 1927. Vyráběly se varianty W 33b, c, d, f a h v celkovém počtu 199 kusů.
První prototyp Junkers W 34 (D-922), poháněný motorem Gnome-Rhône 9A (licenční britský motor Bristol Jupiter VI), vzlétl roku 1926. První sériový exemplář (Werk-Nr.2600) nosil imatrikulaci D-1119. Dalšími variantami byly W 34b, c, d, f, g a h. Sériové stroje poháněly různé typy motorů (Jupiter VI, Armstron Siddeley Panther, Bristol Mercury, Siemens Sh 20 a Pratt and Whitney Hornet) a byly exportovány do řady zemí. Hvězdicový vzduchem chlazený devítiválec BMW 132A o výkonu 485 kW s úzkým krytem a dvoulistou vrtulí měla poslední sériová verze typu Junkers W 34hi, která byla až do počátku druhé světové války nejrozšířenějším transportním letounem Luftwaffe  spolu s verzí Junkers W 34hau poháněnou motorem Bramo 322 o výkonu 478 kW s velkým krytem a čtyřlistou vrtulí. Z přibližně 2000 sériových kusů W 34 byla přibližně polovina používána civilními uživateli.
Výroba obou variant byla ukončena v roce 1934.

## Nasazení

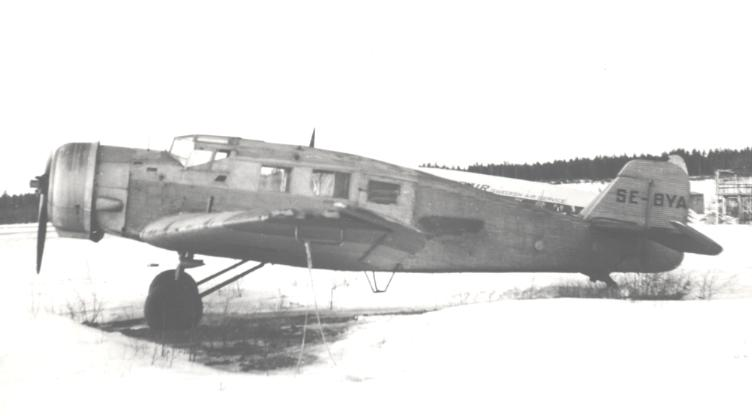
Junkers W 34 (SE-BYA)

Letoun Junkers W 33 byl ve 30. letech 20. století vybrán pro přelet z Evropy do Ameriky. Z prvního pokusu sešlo kvůli havárii W 33 při cvičném letu u Lipska. Pro druhý pokus připravila společnost Junkers dva stroje W 33L (D-1167 „Bremen“ a D-1197 „Europa“), oba s tříčlennými posádkami. Vzlétly 14. srpna 1927, avšak první letoun se musel vrátit pro bouři nad Atlantikem. Druhý havaroval u města Brémy. Pro třetí pokus Junkers upravil D-1167 zvětšením rozpětí na 18,35 m a instalací překomprimovaného řadového motoru Junkers L5 o výkonu 265 kW. Smíšená německo-irská posádka Hermann Köhl, James Fizmaurice a baron Günther von Hühnefeld vzlétla z irského Baldonnelu 12. dubna 1928. Po 36 hodinách přistála na malém ostrůvku Greenly Island mezi Labradorem a Newfoundlandem. Druhý stroj „Europa“ (D-1198) letěl v říjnu 1928 po etapách z Berlína do Tokia. Trať dlouhou 14 250 km zdolal za 90 hodin letového času. 10. září 1931 vzlétl z Lisabonu na přelet Atlantského oceánu do Kanady W 33 „Esa“ (D-2027). O den později byl nucen pro nedostatek paliva přistát u Newfoundlandu na moře, kde se díky prázdným nádržím udržel týden, než byl zachráněn lodí.

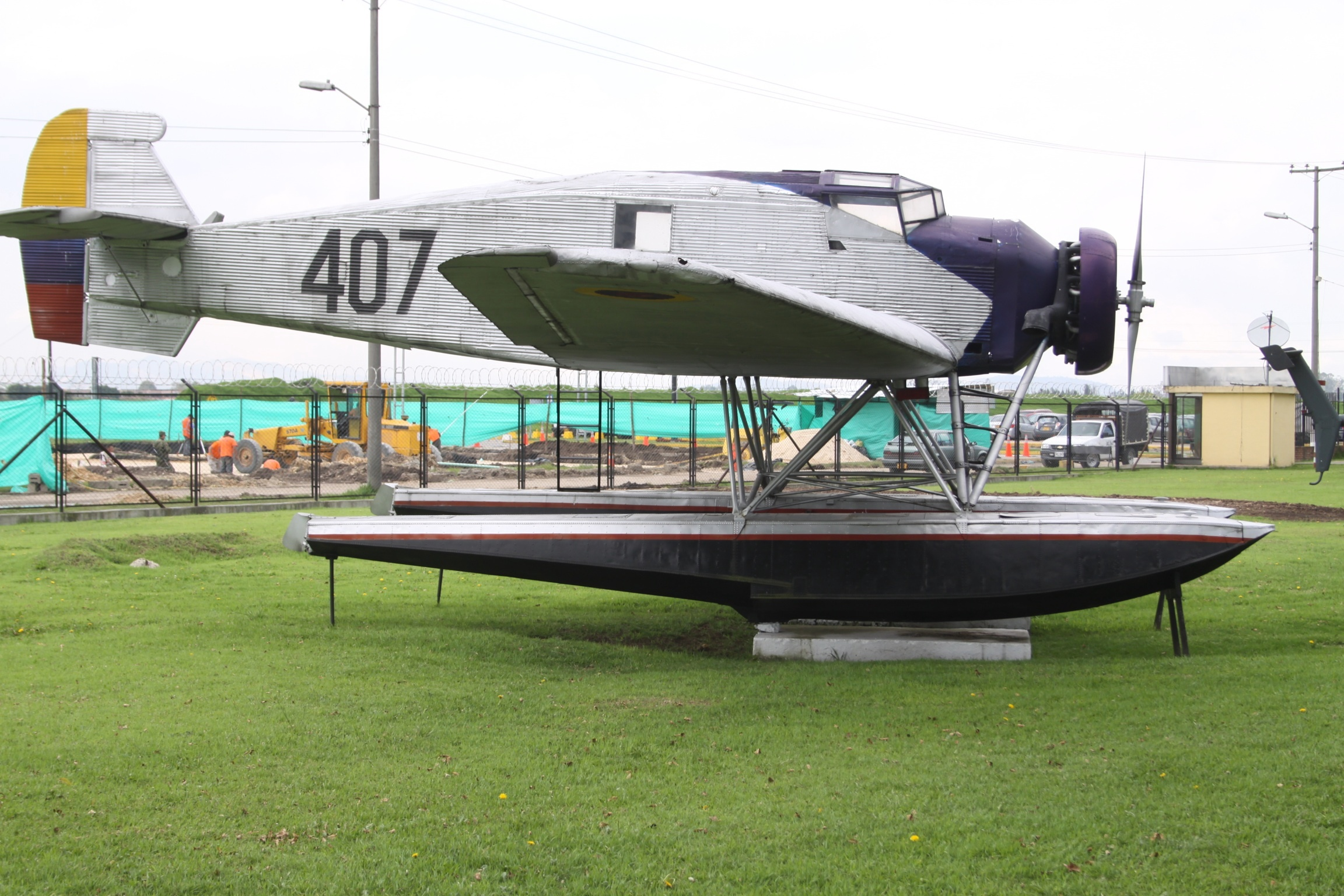
Kolumbijský plovákový Junkers W 34h

Několik kusů W 34 používala německá Legie Condor ve Španělsku. Luftwaffe typ provozovala až do konce druhé světové války. Vedle jednotky KGr.z.b.V.4 sloužily tyto letouny v četných Fliegerführer-Transportstaffeln, nebo jako kurýrní např. u LG 1. V roli cvičných letadel byly zařazeny také u FFS B 1 ve Schweinfurtu, FFS A/B 2 v Luxeuil, FFS C 3 v Alt Lönewitz, FFS A/B 5 v Quakenbrücku, FFS A/B 11 v Schönewalde, FFS A/B 14 v Klagenfurtu, FFS A 32 v Pardubicích a FFS 33 v Praze.
S jedním strojem Junkers W 34hi ulétli v srpnu 1944 slovenští letci do SSSR. Zachovalý letoun sloužil za války u 1. československé smíšené divize.
V době Slovenského národního povstání operoval na letišti Tri Duby jeden Junkers W 34, se kterým povstalci podnikali průzkumné lety nad územím nepřítele.
Po ukončení druhého světového konfliktu byly Junkersy W-34, které zůstaly na území Československa jako válečná kořist, přeznačeny jako D-43 a sloužily do roku 1950.
Jeden z asi posledních W 34 byl vyřazen v Kanadě v roce 1962.

## Specifikace

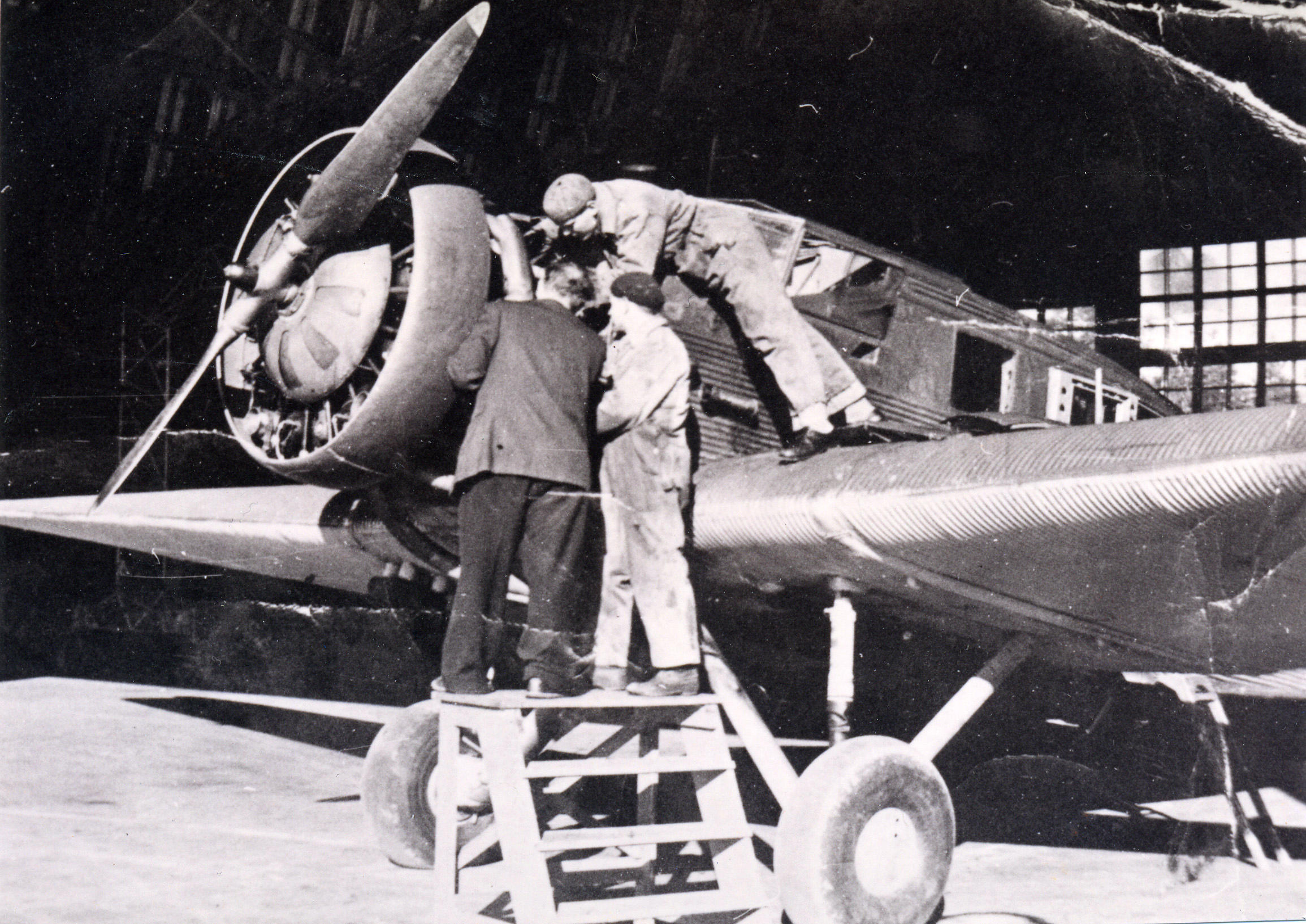
Junkers W 34 ve Finsku

### Technické údaje
- Osádka: 2
- Počet cestujících: 6
- Rozpětí: 17,75 m
- Délka: 10,27 m
- Výška: 3,53
- Nosná plocha: 43 m²
- Hmotnost prázdného letounu: 1700 kg
- Max. vzletová hmotnost: 3200 kg
- Pohonná jednotka: 1 × hvězdicový vzduchem chlazený devítiválec BMW 132A
  - Výkon motoru: 660 k (485 kW)*

### Výkony
- Maximální rychlost: 233 km/h s nákladem
- Dostup: 6300 m
- Dolet: 900 km